# Strauch-Jasmin
Der Strauch-Jasmin (Chrysojasminum fruticans (L.) Banfi, Syn.: Jasminum fruticans L.) ist eine Pflanzenart aus der Gattung Chrysojasminum innerhalb der Familie der Ölbaumgewächse (Oleaceae). Das Verbreitungsgebiet liegt in Europa, in Westasien und in Nordafrika. Sie wird manchmal aufgrund der Blüten als Zierpflanze verwendet.

## Beschreibung

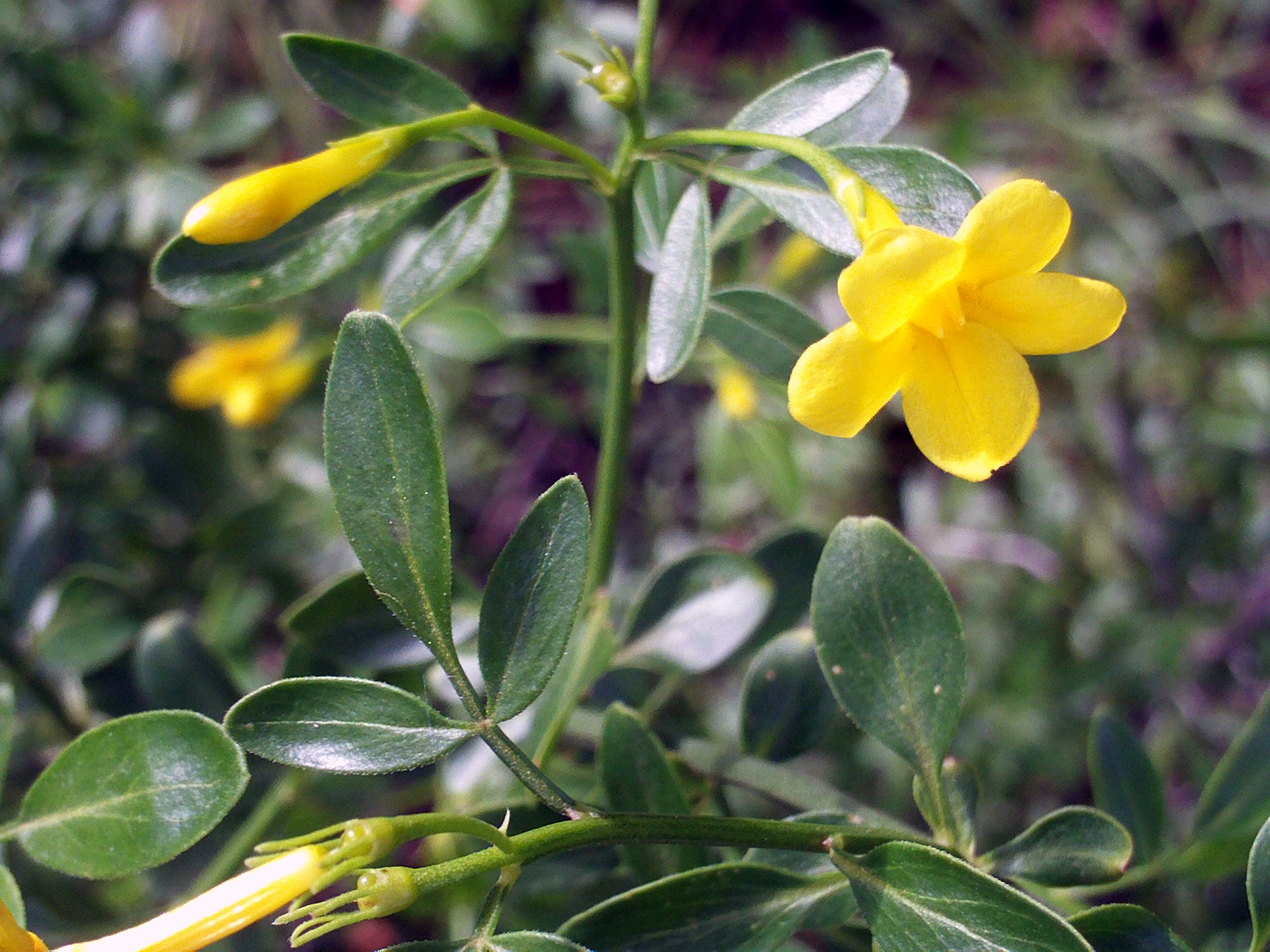
Blätter und Blüten

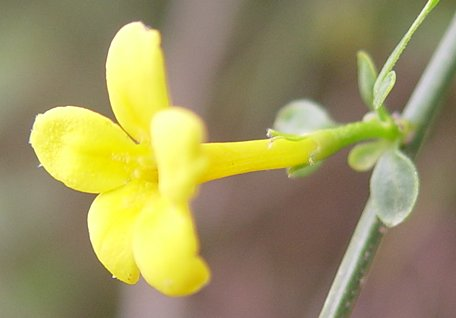
Blüte

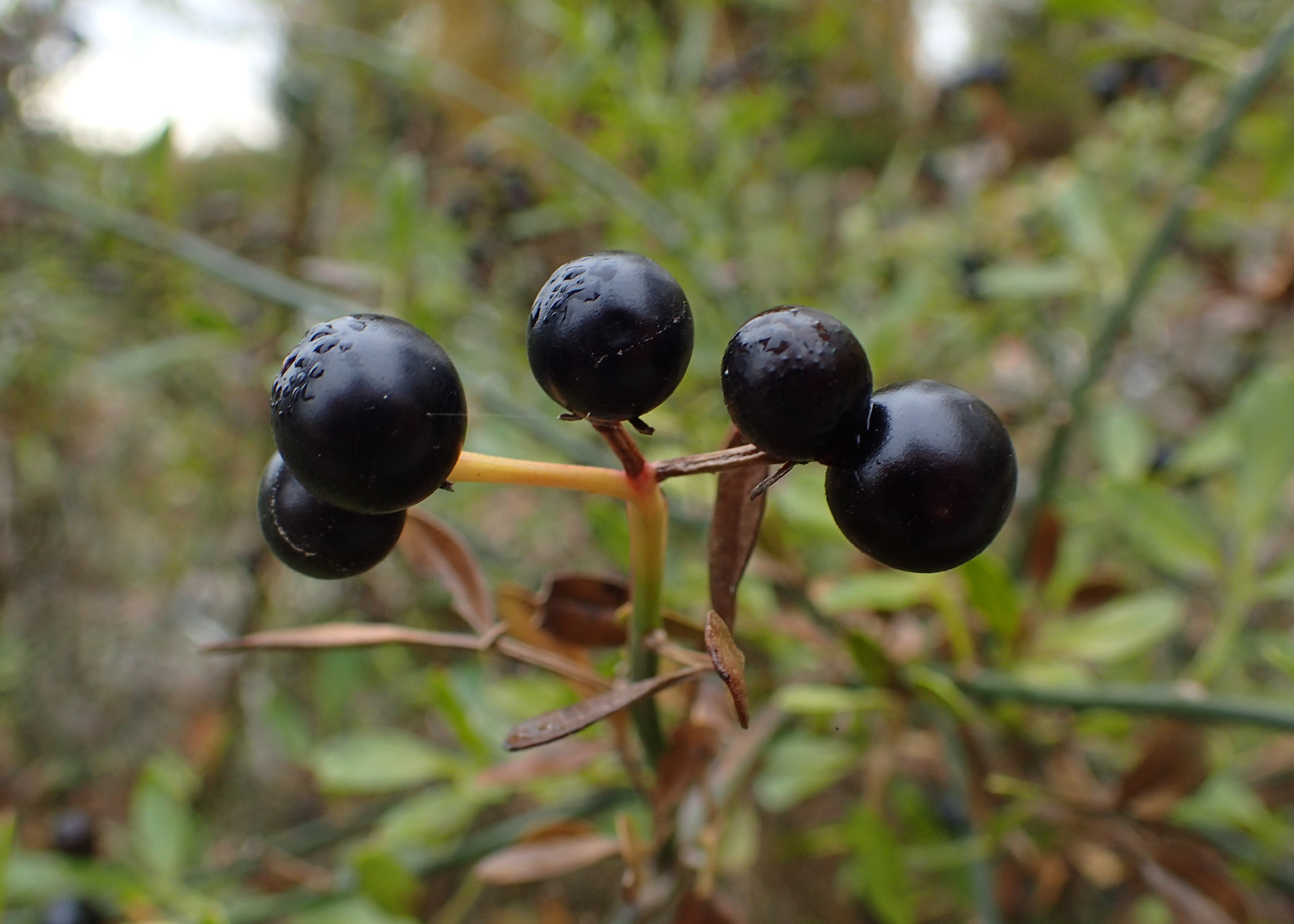
Fruchtstand

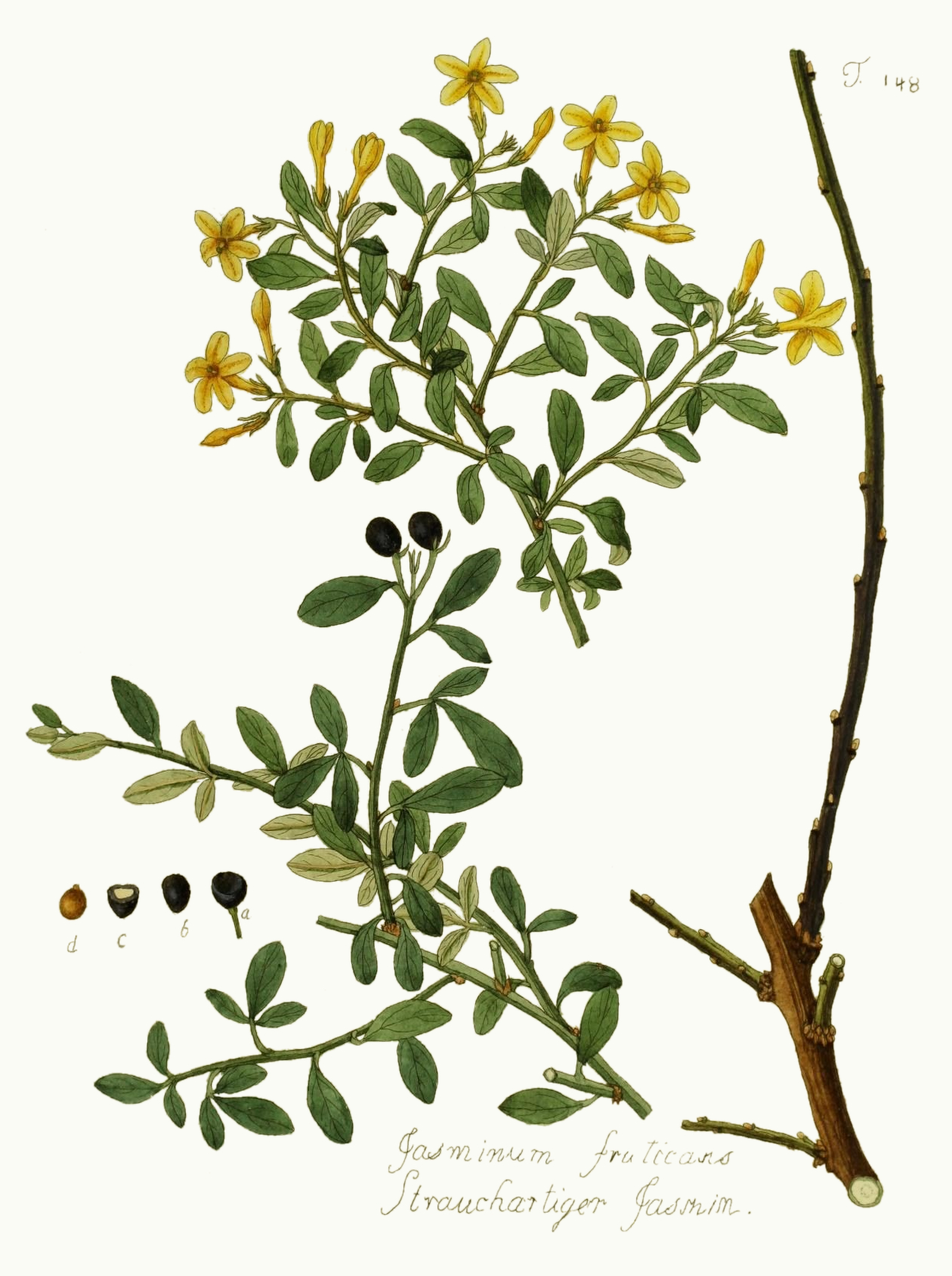
Illustration aus Österreichs allgemeine Baumzucht, 1800

### Vegetative Merkmale
Der Strauch-Jasmin ist ein immer- oder wintergrüner, aufrechter, hoher Strauch, der Wuchshöhen von bis zu 1,25 Metern erreicht. Die rutenförmigen Zweige besitzen eine grüne, gestreifte Rinde.
Die Laubblätter stehen wechselständig. Die ledrige, dunkelgrüne und fein behaarte Blattspreite ist dreizählig gefiedert. Die Blättchen sind bei einer Länge von 0,8 bis 2 Zentimetern länglich spatelförmig mit stumpfem oberen Ende.

### Generative Merkmale
Die Blütezeit reicht von April bis Juni (September). An kurzen Seitenzweigen stehen endständig in kleinen Gruppen zwei bis fünf gestielten Blüten.
Die Blüten sind fast geruchlos. Die zwittrige Blüte ist radiärsymmetrisch mit doppelter Blütenhülle. Der Kelch ist becherförmig mit pfriemlichen Zipfeln. Die gelbe Krone ist bei einem Durchmesser von 1,5 bis 3 Zentimetern stieltellerförmig mit kürzeren, dachigen Lappen. Der Strauch-Jasmin ist heterostyl und distyl.
Die schwarze und kahle Beere ist bei einem Durchmesser von 8 bis 12 Millimetern rundlich und enthält nur ein oder zwei Samen. Die rauen, dunkelbraunen Samen sind bei einem Durchmesser von 6 bis 7 Millimeter rundlich und flach.
Die Chromosomenzahl beträgt 2n = 26.

## Vorkommen
Das Verbreitungsgebiet des Strauch-Jasmin liegt in Europa in Moldawien, auf der Krim (Ukraine), auf der Balkanhalbinsel, in Italien, Frankreich, Spanien und Portugal; in Afrika in Algerien, Marokko und Tunesien und in Asien im Iran, in Israel, Jordanien, Libanon, Syrien, der Türkei und im Kaukasusraum (Armenien, Aserbaidschan und Georgien).
Er wächst in Steppen und trockenen Wäldern auf mäßig trockenen bis frischen, sauren bis neutralen, sandigen bis sandig-humosen, mäßig nährstoffreichen Böden an sonnig-heißen Standorten. Der Strauch-Jasmin ist frostempfindlich.
Die ökologischen Zeigerwerte nach Landolt et al. 2010 sind in der Schweiz: Feuchtezahl F = 1 (sehr trocken), Lichtzahl L = 4 (hell), Reaktionszahl R = 4 (neutral bis basisch), Temperaturzahl T = 5 (sehr warm-kollin), Nährstoffzahl N = 2 (nährstoffarm), Kontinentalitätszahl K = 3 (subozeanisch bis subkontinental).

## Systematik und Forschungsgeschichte
Die Erstveröffentlichung erfolgte 1753 unter dem Namen (Basionym) Jasminum fruticans durch Carl von Linné in seinem Werk Species Plantarum, Tomus I, S. 7. Diese Art wurde 2014 durch Enrico Augusto Banfi in Chrysojasminum, a new genus for Jasminum sect. Alternifolia (Oleaceae, Jasmineae). in Natural History Sciences Band 1, 1, S. 4 als Chrysojasminum fruticans (L.) Banfi in die neue Gattung Chrysojasminum Banfi gestellt.
Diese Art gehörte zur Sektion Alternifolia aus der Gattung Jasminum, aber seit 2014 in der Gattung Chrysojasminum, die der Tribus Jasmineae innerhalb der Familie Oleaceae zugeordnet ist.

## Verwendung
Der Strauch-Jasmin wird manchmal in den gemäßigten Gebieten aufgrund der dekorativen Blüten als Zierpflanze verwendet.